# Jesenov Vrt
Jesenov Vrt – wieś w Słowenii, w gminie Kostel. W 2018 roku liczyła 7 mieszkańców.